# Drepanogynis alternans
Drepanogynis alternans là một loài bướm đêm trong họ Geometridae.